# Xanthopleura trotschi
Xanthopleura trotschi là một loài bướm đêm thuộc phân họ Arctiinae, họ Erebidae.